# Vũ Bão
Dans ce nom, le nom de famille, Vũ, précède le nom personnel.
Vũ Bão, qui est né sous le nom Phạm Thế Hệ, est un écrivain vietnamien né le 4 septembre 1931 et décédé le 30 avril 2006. Il a participé au recueil de textes Le héros qui pissait dans son froc. Il est l'auteur de la nouvelle (titre original : Người vãi linh hồn) qui a donné son titre à ce recueil de six nouvelles, publié en France en 1996 aux éditions de l'Aube  (ISBN 2-87678-279-0) et réédité par le même éditeur en collection de poche en 2001  (ISBN 2-87678-601-X).